# کله‌هرمی
کله‌هرمی یا پیرامید هد (به انگلیسی: Pyramid Head) که همچنین تحت نام‌های کله هرمی قرمز، کله مثلثی، لولو خرخره یا موجود هرمی قرمز (به ژاپنی: 三角頭) شناخته می‌شود، یک شخصیت ساختگی در مجموعه بازی‌های ترس و بقا سایلنت هیل است که توسط شرکت کونامی منتشر شده‌است و در سال ۲۰۰۱ در سایلنت هیل ۲ معرفی شد. او شخصیت اصلی بازی جیمز ساندرلند که بعد از دریافت نامه‌ای از همسر مرده‌اش ماری به شهر سایلنت هیل آمده را در طول بازی تعقیب می‌کند. ماساهیرو ایتو طراح موجودات و هیولاها در سایلنت هیل ۲ او را به قصد "یک هیولا با چهرهٔ پنهان" خلق کرده‌است. طبق گفتهٔ تاکایوشی ساتو، طراح شخصیت در سایلنت هیل ۲ کله هرمی فاقد صدا است و حضورش ریشه در "حافظهٔ تحریف شده از جلادان" دارد و اینکه در گذشته شهر سایلنت هیل محل اجرای ان بوده‌است.
کله هرمی در سال ۲۰۰۶ در فیلم سایلنت هیل با نام "هرمی قرمز" حضور داشت. در سال ۲۰۰۷ به عنوان یک غول در بازی اول شخص تیراندازی سایلنت هیل: آرکید و با نام "لولوخرخره" در سال ۲۰۰۸ در ششمین نسخه از این سری بازی، سایلنت هیل: بازگشت به خانه حضور داشت. او همچنین در سال ۲۰۰۸ به عنوان یک شخصیت قابل بازی در بازی New International Track & Field که برای پلتفرم نینتندو دی‌اس بود، حضور داشت. او به دلیل نقشش به عنوان یک عنصر روانی جیمز به‌طور مثبت پذیرفته شد و از دید منتقدان به عنوان یک تبه کار نمادین بخشی زیادی از جذابیت سایلنت هیل ۲ است.